# Дрвеник
Дрве́ник (хорв. Drvenik)— курортный посёлок на Макарской ривьере, в Южной Далмации, Хорватия. Входит в состав жупании Сплит-Далмация, община Градац. Дрвеник расположен в 25 километрах к югу от города Макарска. От Сплита посёлок отделяют 90 км, от Дубровника — 110. Население по данным переписи 2011 года — 505 человек. Популярный курорт. Через посёлок проходит Адриатическое шоссе.
Дрвеник связан морской паромной переправой с посёлком Сучурай на восточной оконечности острова Хвар.
Состоит из двух частей, расположенных на удалении километра друг от друга, в двух соседних бухтах, Донья-Вала и Горня-Вала. Туризм — основа экономики посёлка. При населении в 500 человек Дрвеник может принять более чем 1600 туристов. В посёлке три отеля (Quercus и Hani в Донья-Вале и Белла-Виста в Горня-Вале) и множество частных апартаментов.
На холме Плано над посёлком находится церковь св. Георгия (XV век, более поздние перестройки).